# 알렉세이 부가예프
알렉세이 이바노비치 부가예프(러시아어: Алексе́й Ива́нович Буга́ев, 1981년 8월 25일~2024년 12월 29일)는 러시아의 전직 축구 선수, 군인이다. 선수 시절 포지션은 수비수였으며 마약 관련 범죄로 실형을 선고받은 후 러시아군에 입대해 러시아의 우크라이나 침공에서 우크라이나군과 싸우다 전사했다.

## 선수 경력
1999년 FC 토르페도 모스크바의 2군인 FC 토르페도-2 모스크바에서 프로 선수 경력을 시작했고 FC 톰 톰스크, FC 로코모티프 모스크바, FC 크라스노다르 소속 선수로 활동했다. 그는 2010년 선수 경력을 마감하기 전까지 러시아 프리미어리그에서 100경기 이상 출전했다.
러시아 U-21 축구 국가대표팀을 거쳐 2004년 러시아 축구 국가대표팀과 오스트리아 축구 국가대표팀이 0대 0으로 비긴 친선 경기에서 러시아 대표팀 데뷔전을 가졌다. UEFA 유로 2004에 참가하는 러시아 대표팀 선수 명단에 포함되었고 러시아가 포르투갈 축구 국가대표팀에 0대 2로 패배한 A조 조별리그 2차전, 러시아가 그리스 축구 국가대표팀에 2대 1로 승리한 A조 조별리그 3차전에서 선발로 출전했다.
유로 2004 이후 부가예프는 2006년 FIFA 월드컵 유럽 지역 예선 3조 경기에서 러시아가 룩셈부르크 축구 국가대표팀과 에스토니아 축구 국가대표팀과의 경기에 각각 4대 0으로 승리한 경기와 포르투갈에 1대 7로 패배한 경기에 출전했다. 그의 마지막 국가대표팀 출전 경기는 2005년 러시아와 이탈리아 축구 국가대표팀과의 친선 경기였고 부가예프는 2010년 러시아 국가대표에서 은퇴했다.

## 징역형과 전사
부가예프는 2023년 10월 28일 크라스노다르에서 마약의 한 종류인 메페드론 495그램을 소지하고 있다 경찰에 체포되었고 불법 마약 소지 및 유포 혐의로 기소되었다. 2024년 9월 24일 러시아 법원은 그의 마약 관련 혐의를 유죄로 판결했고 부가예프에게 9년 6개월의 징역형을 선고했다.
부가예프는 징역 생활을 하면서 러시아의 우크라이나 침공에 참가한 러시아 연방군에 입대하기 위해 입영신청서를 작성했다. 징역형을 받은 후 3개월 뒤 2024년 12월 29일, 부가예프의 아버지와 러시아 매체는 그가 우크라이나군과 교전하다 전사했으며 그의 시체가 격전지에 있기 때문에 시체를 바로 수습할 수 없다고 발표했다.

## 수상 내역
FC 로코모티프 모스크바
- 러시아 슈퍼컵: 2005